# Taisuke Muramatsu
Taisuke Muramatsu (født 16. december 1989) er en japansk fodboldspiller. Han var en del af den japanske trup ved Sommer-OL 2012.